# Biserica de lemn din Aninișu din Vale

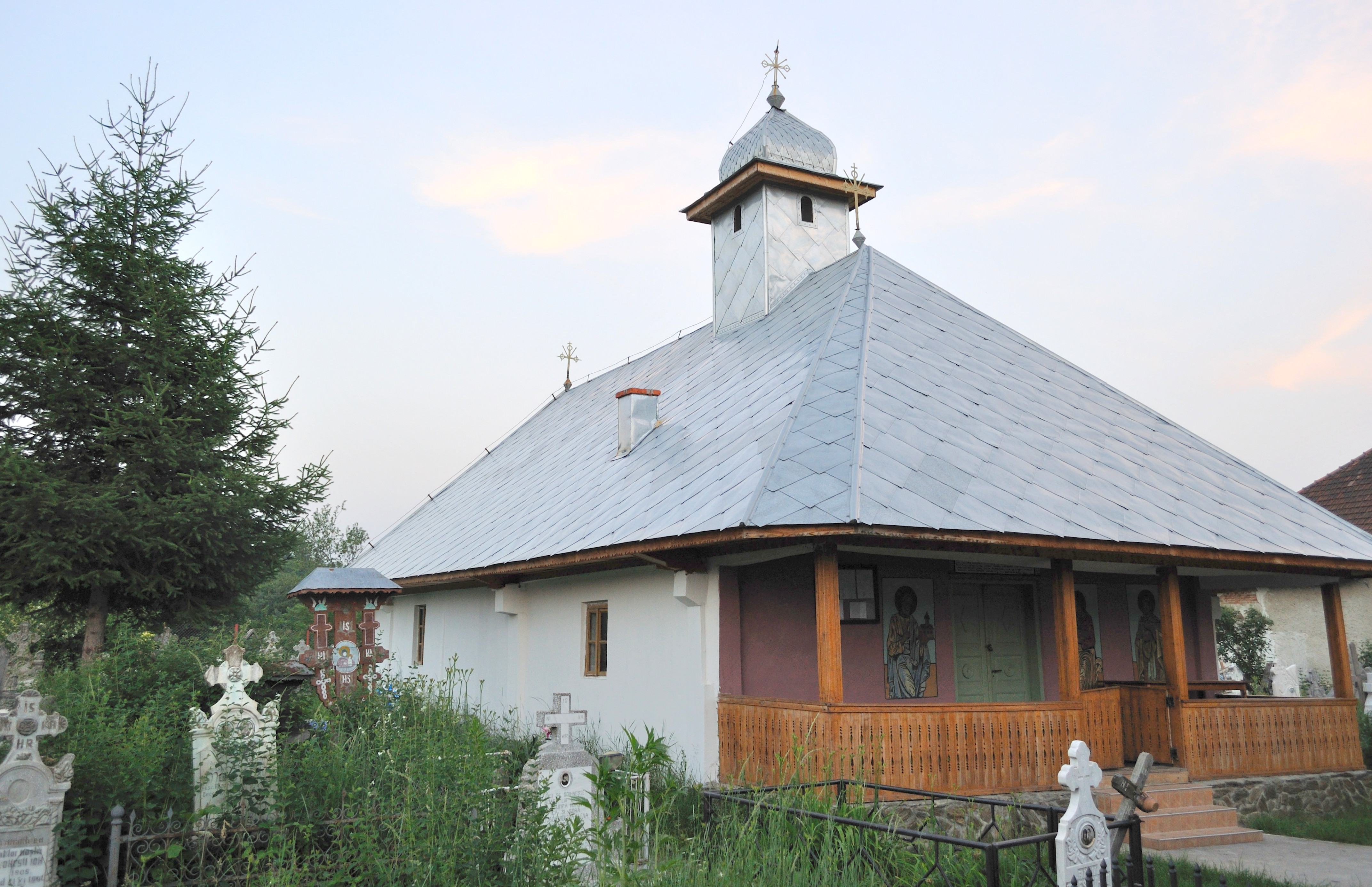
Biserica de lemn „Cuvioasa Paraschiva” din Aninișul din Vale, judeţul Gorj, foto: iunie 2010.

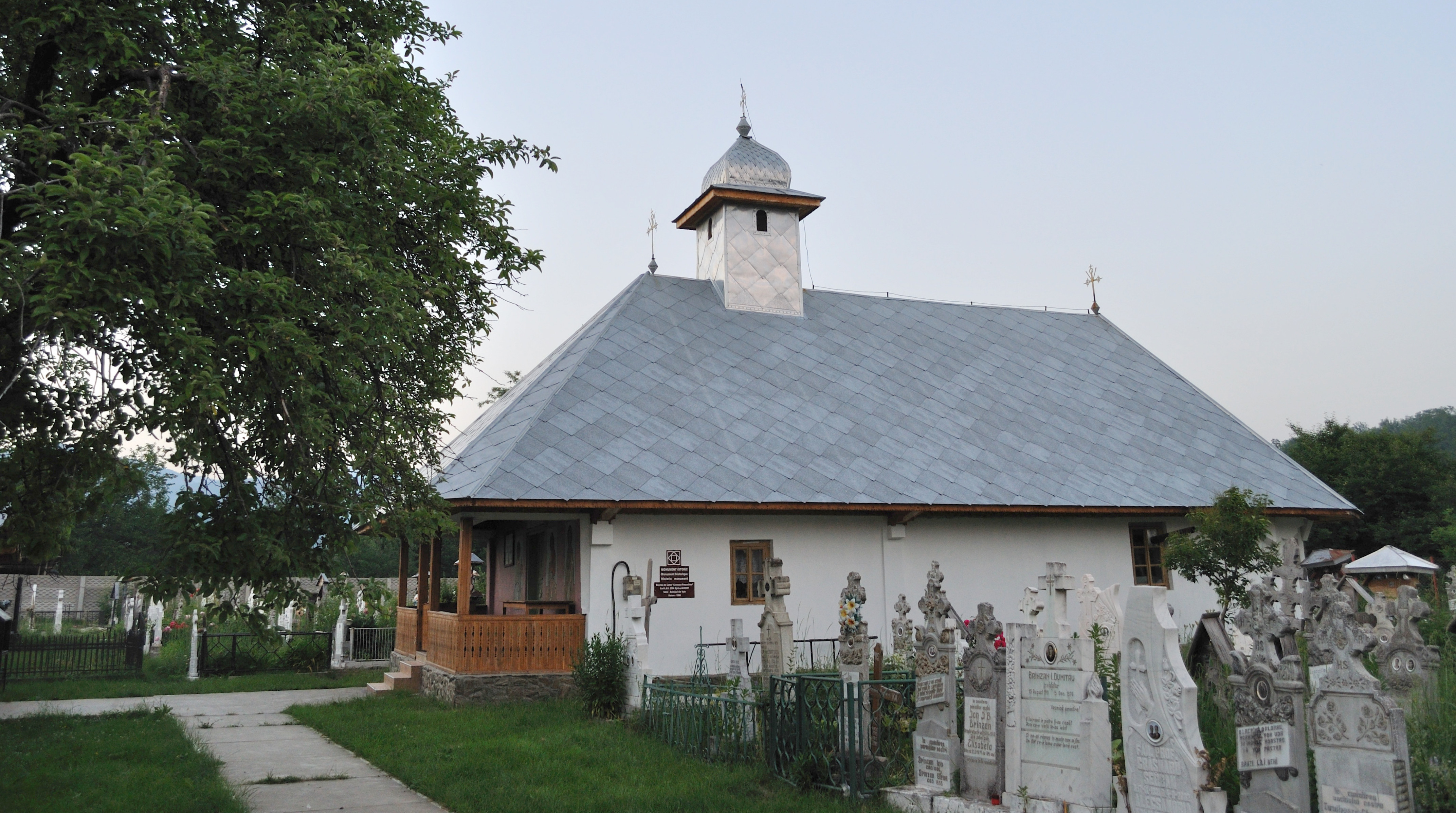
Biserica (sud)

Biserica de lemn din Aninișul din Vale, comuna Crasna, județul Gorj, a fost construită în 1800. Are hramul „Cuvioasa Paraschiva”. Biserica se află pe noua listă a monumentelor istorice sub codul LMI:  GJ-II-m-B-09207.

## Istoric și trăsături
Biserica, cu hramul „Cuvioasa Paraschiva”, a fost construită în jurul anului 1800. A fost repictată în anul 1945, pictor fiind Ion Mustățescu din Novaci. Lucrări ample de renovare s-au făcut în anul 2003, preot paroh fiind Ivănuș Petre.

## Galerie de imagini

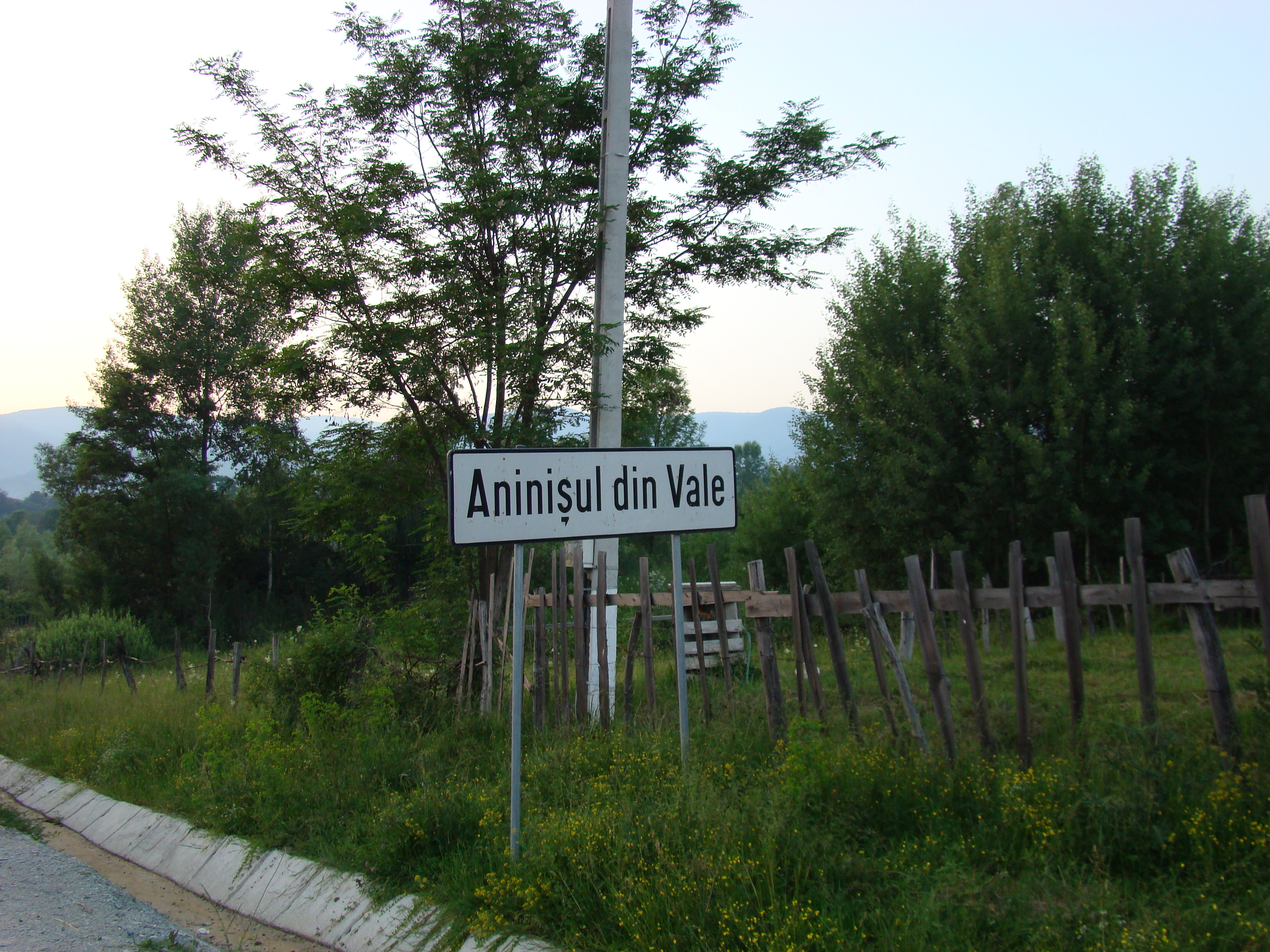
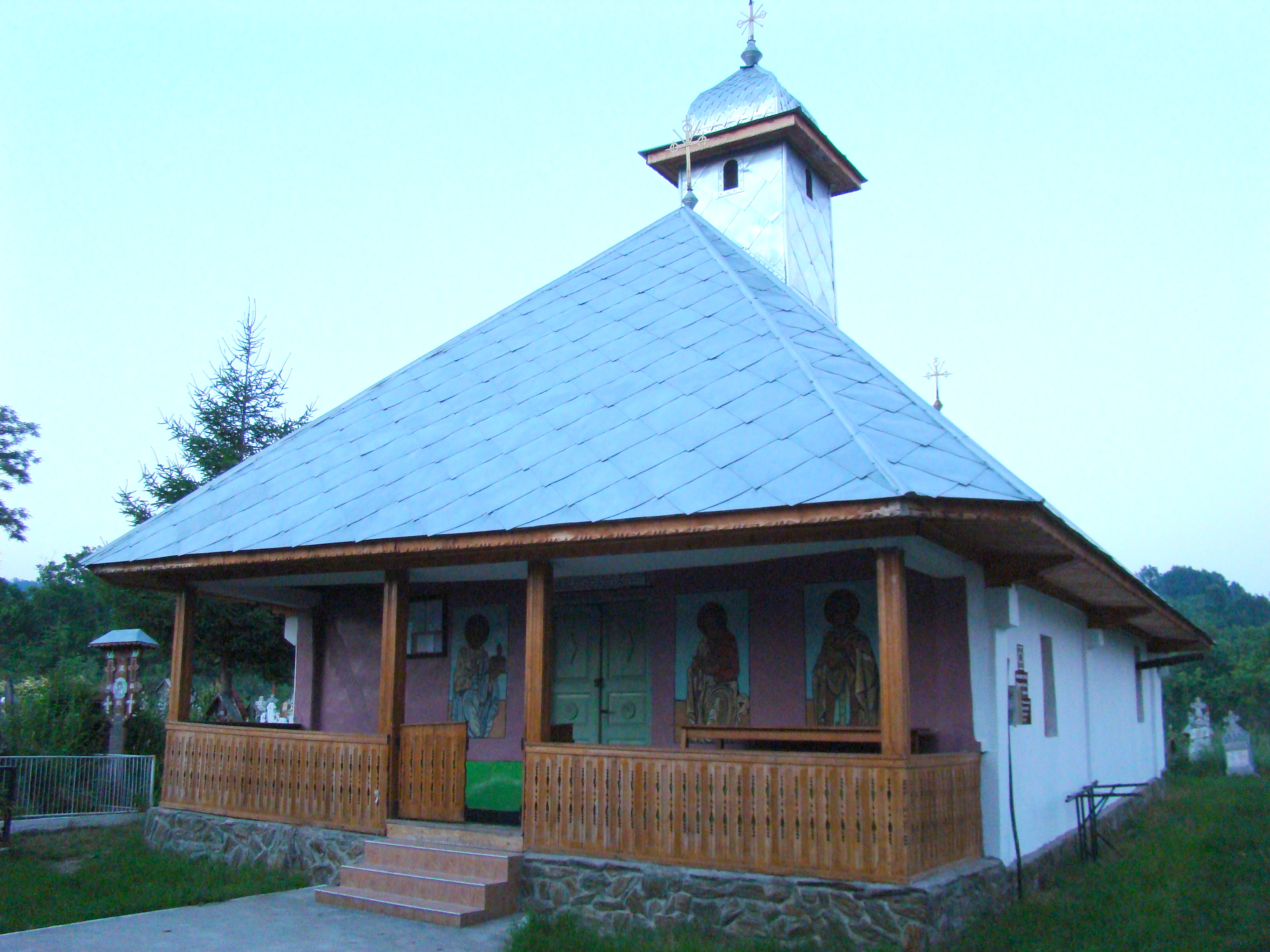
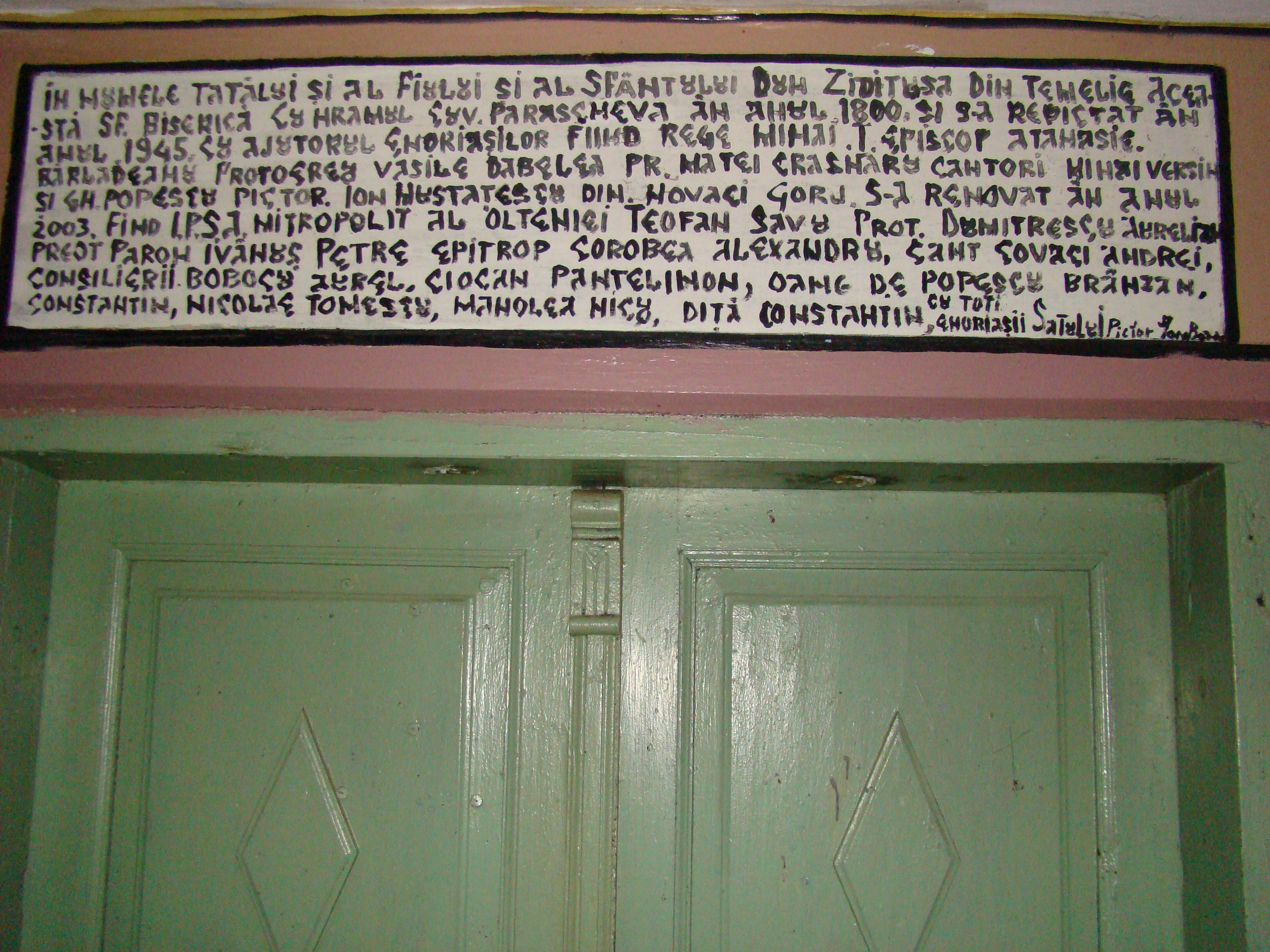
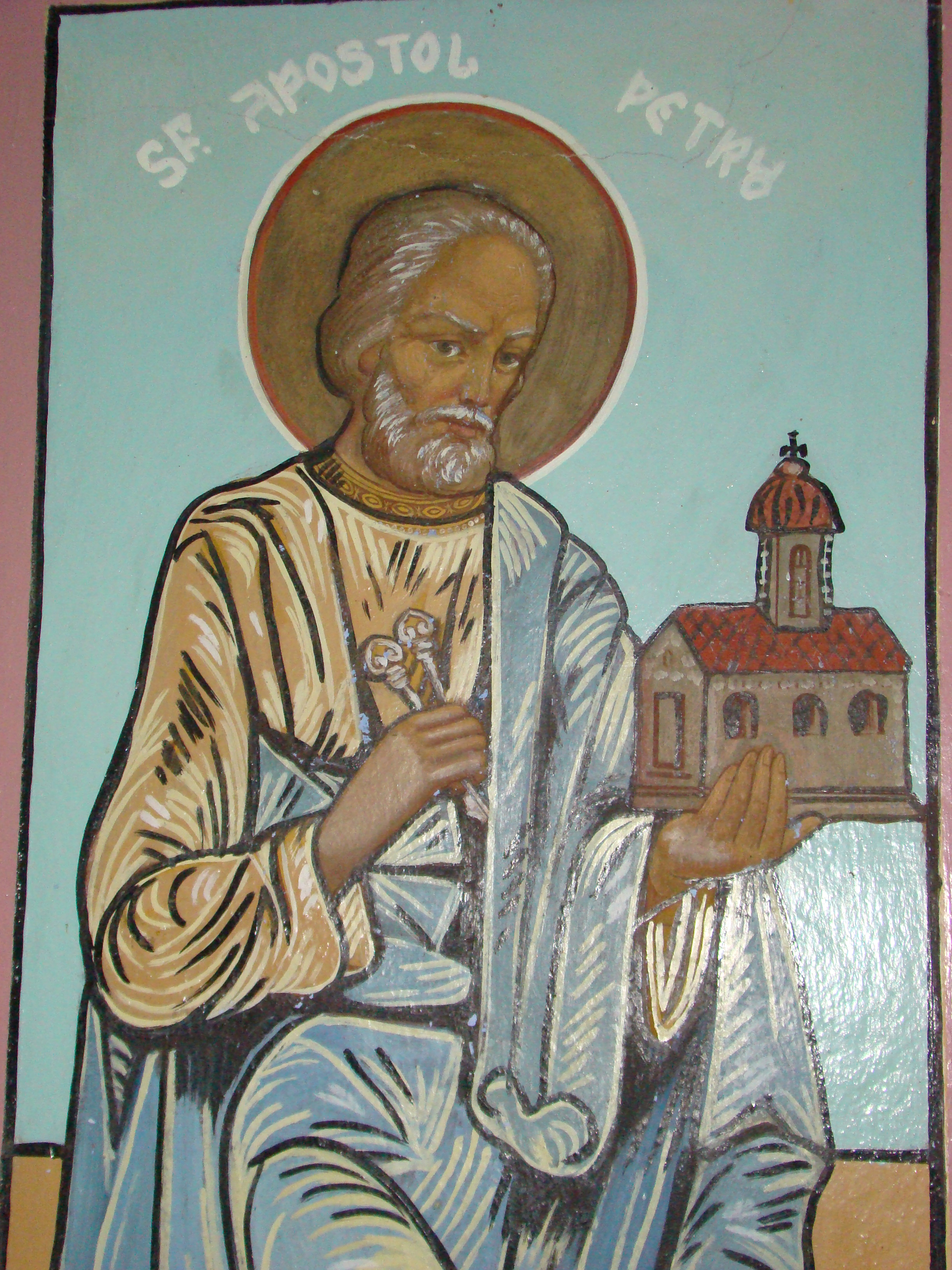
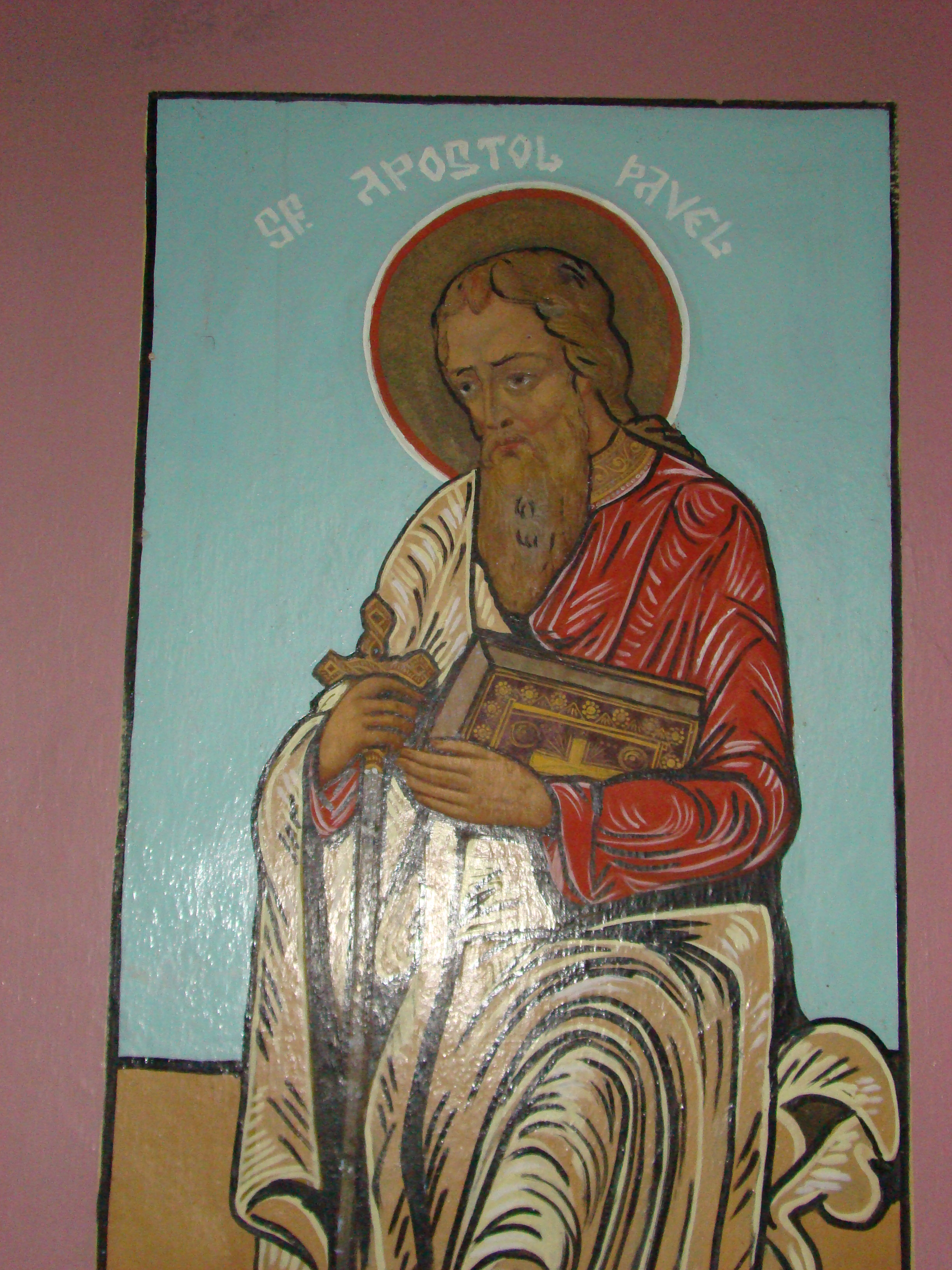
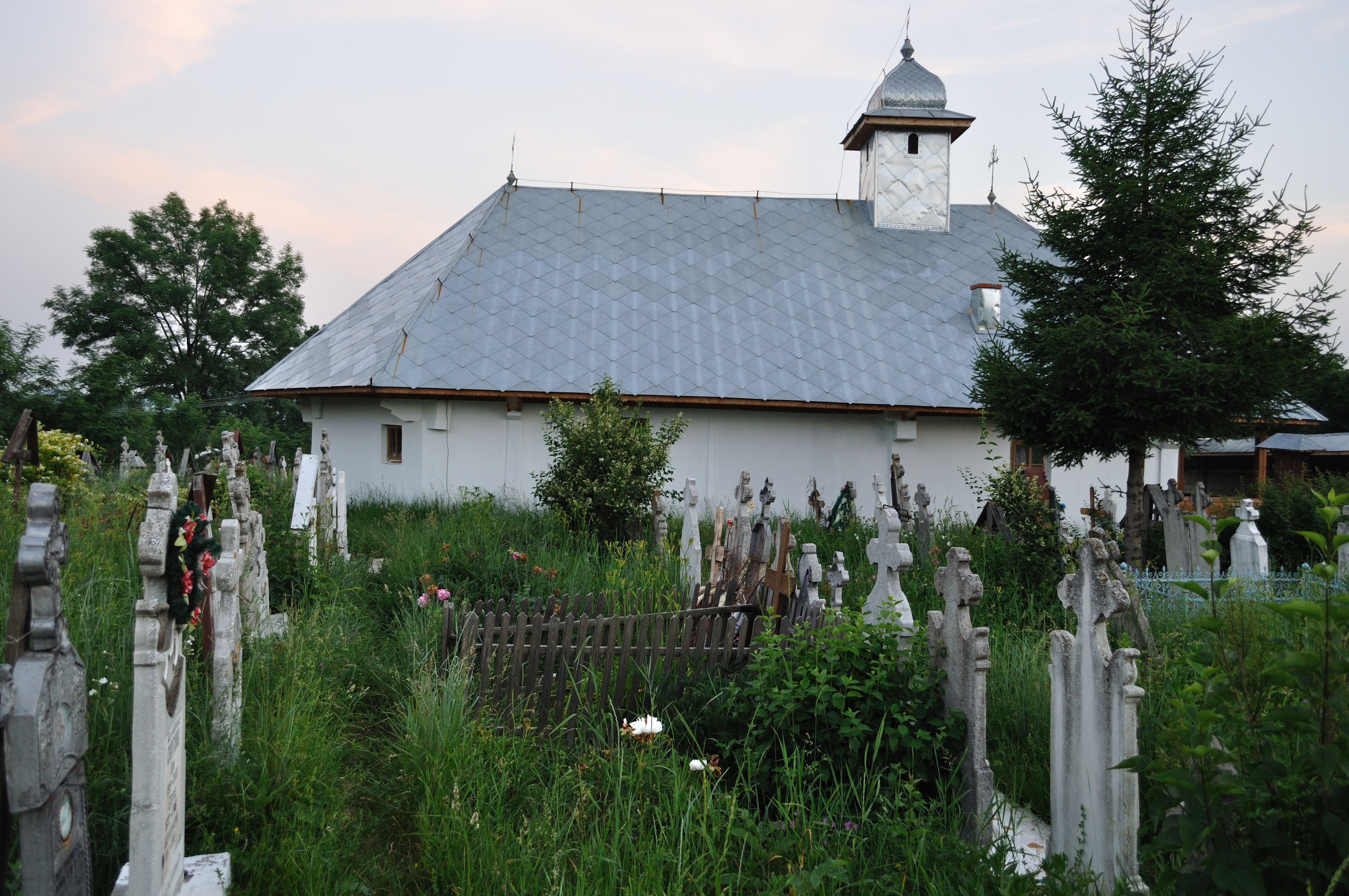
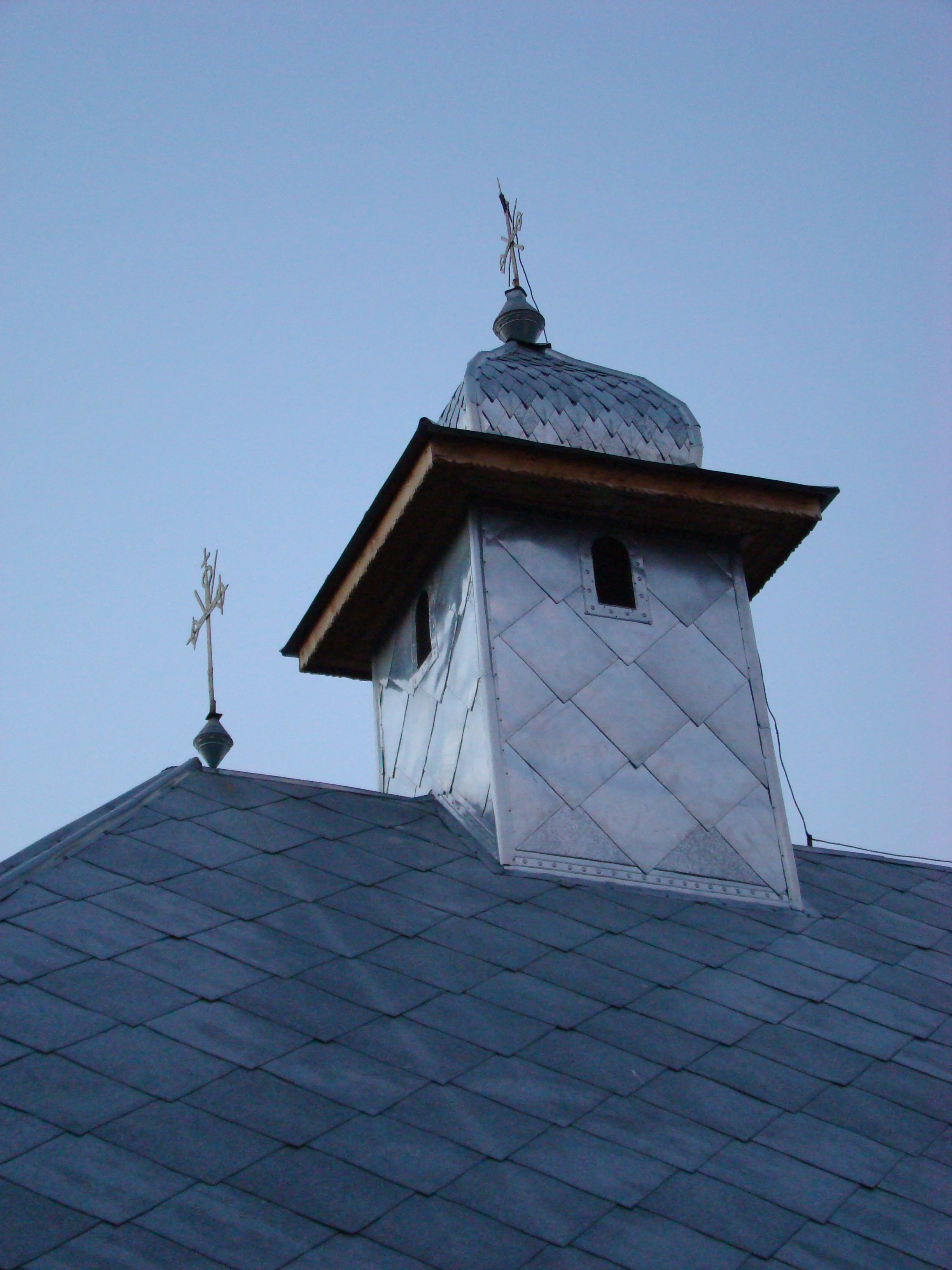
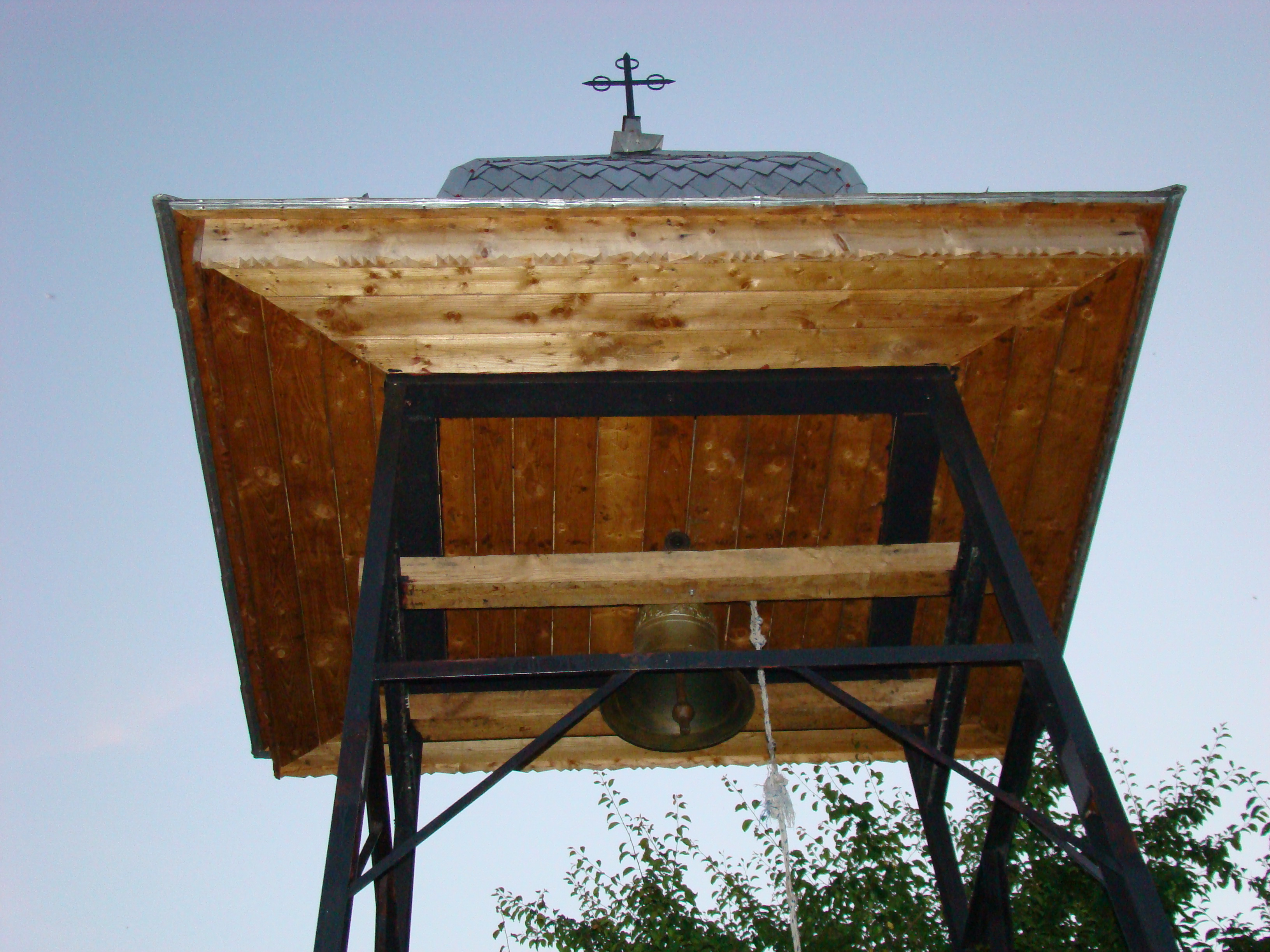
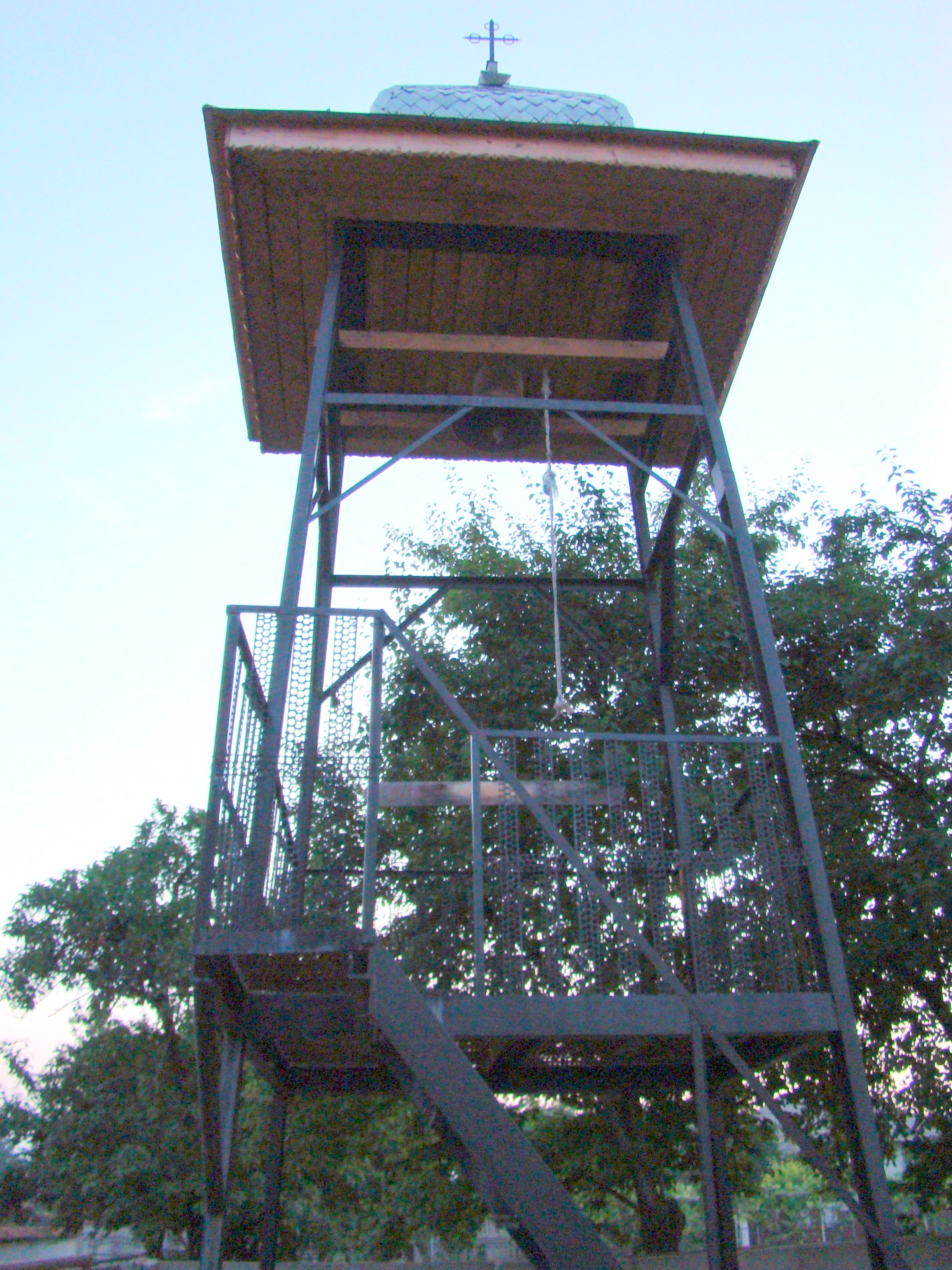
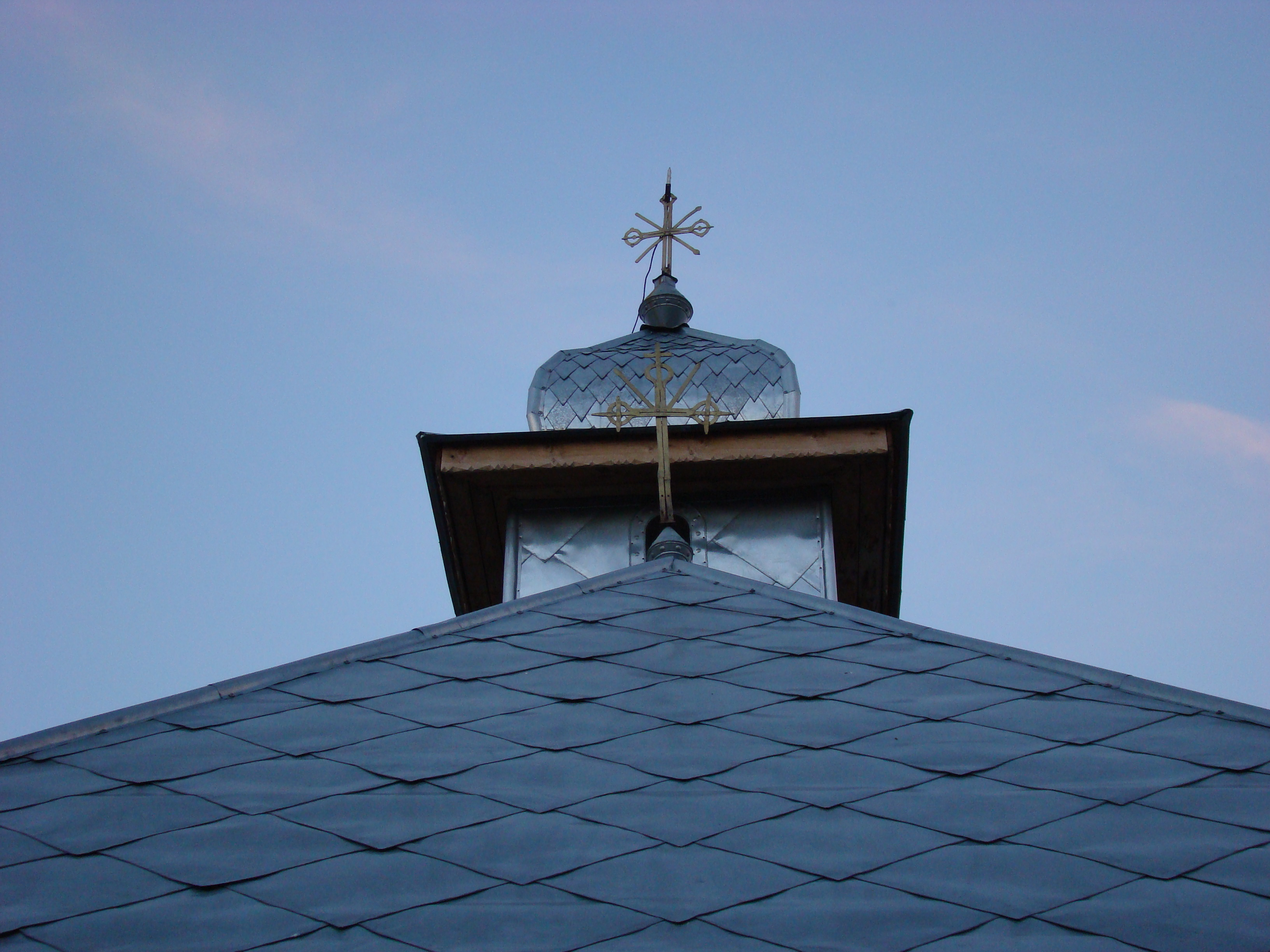